# Нещастен аз
„Нещастен аз“ (на английски: Misery Me) е австралийски телевизионен филм от 1959 година, създаден от телевизия Ей Би Си.

## Сюжет
Млада двойка планира съвместно самоубийство, но след това има проблеми при осъществяването му...